# José Antonio Expósito
José Antonio Expósito (nascido em 2 de maio de 1978) é um atleta paralímpico espanhol, medalha de ouro nos Jogos Paralímpicos de Verão de 2000 e 2012.